# Vanillecreme

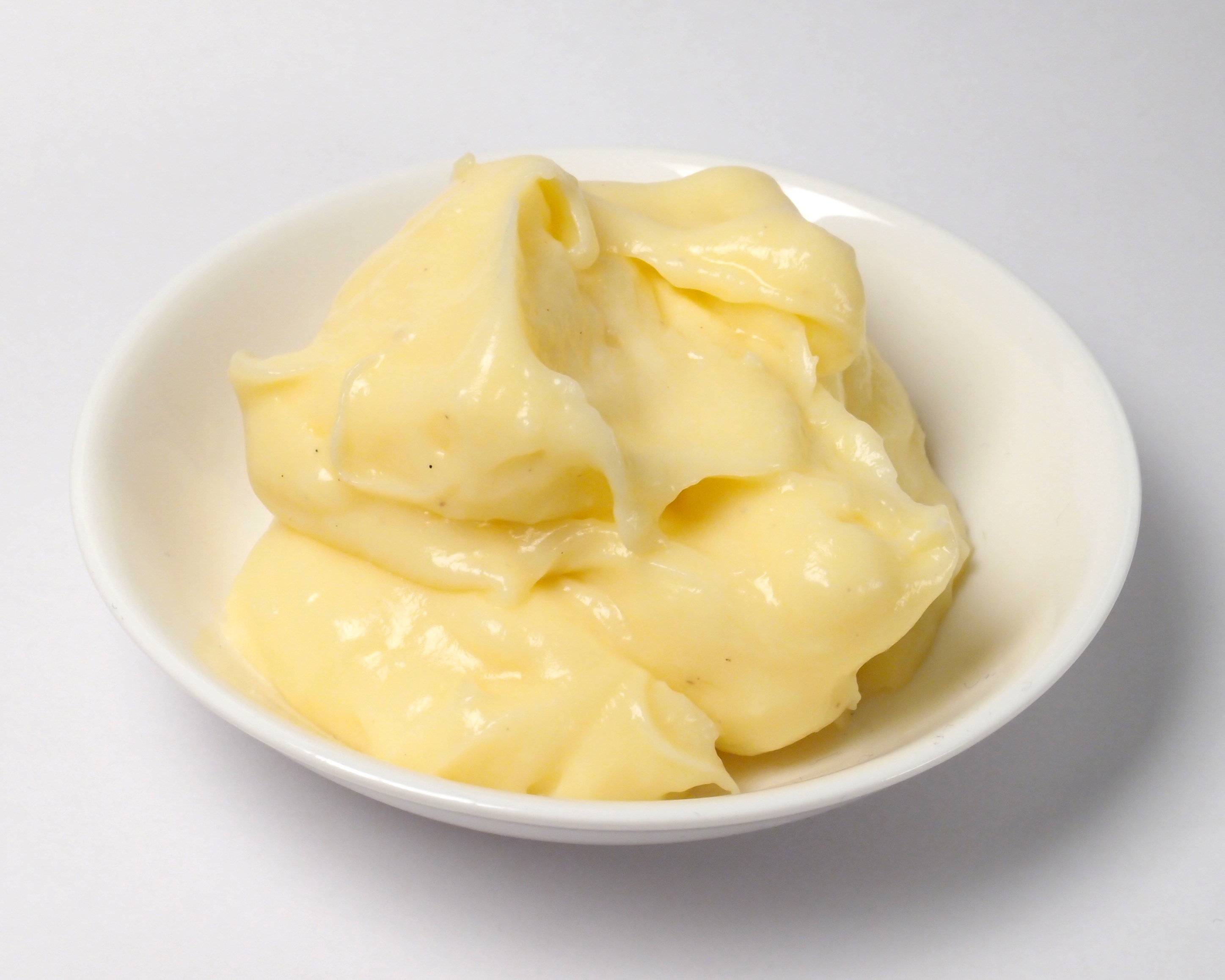
Vanillecreme

Vanillecreme oder Konditorcreme (französisch crème pâtissière) ist eine Creme aus Milch, Zucker, Vanille, Mehl oder Stärke, und manchmal Eigelb. Sie dient als Füllung und Auflage für Kuchen, Torten und Desserts sowie als Grundlage für deutsche Buttercreme. Der Unterschied zur englischen Creme besteht darin, dass Konditorcreme durch Stärkeverkleisterung gebunden wird und dadurch einen besseren Stand erhält. Wird sie mit Stärke bereitet, dann heißt sie auch Stärkecreme und ist praktisch identisch mit dem Flammeri, der aus denselben Zutaten gemacht ist.

## Zubereitung
Es gibt verschiedene Rezepte für Konditorcreme, die sich in den Zutatenmengen und den genauen Verarbeitungsschritten unterscheiden. In der Regel werden die Zutaten jedenfalls miteinander vermischt und aufgekocht, wobei die Stärke verkleistert und die Creme abbindet (die Verkleisterung setzt je nach Sorte zwischen ca. 60 und 90 °C ein). Nicht alle Rezepte enthalten Eigelb, die übrigen Zutaten sind unerlässlich.
Wird in den Rezepten Cremepulver angegeben, so handelt es sich hauptsächlich um Stärke, gegebenenfalls mit dem entsprechenden Aroma. Für den Hausgebrauch ist handelsübliches Puddingpulver, das aus Stärke und natürlichem Vanillearoma besteht, eine geeignete Zutat. Es ist auch Kaltcremepulver mit vorverkleisterter Stärke erhältlich, die kalte Flüssigkeit binden kann. Damit kann rationell ohne Erhitzen eine Creme hergestellt werden, die der gekochten Vanillecreme zumindest nahekommt.
Soll Vanillecreme ausgelobt werden, so muss die Creme mit echter Vanille oder natürlichem, das heißt aus Vanilleschoten gewonnenem Vanillearoma bereitet sein. Bei Verwendung von naturidentischem oder künstlichem Vanillin wäre die Bezeichnung gemäß Deutschem Lebensmittelbuch unzulässig, stattdessen müsste das Erzeugnis als „Creme mit Vanillegeschmack“ oder anderweitig benannt werden.
Durch Einarbeiten von (gezuckertem oder reinem) Eischnee in die noch heiße Creme erhält man leichte Vanillecreme, auch St.-Honoré-Creme, die durch die Gerinnung des Eiweißes besonders stabil ist. Sie eignet sich unter anderem als Füllung für Krapfen, Eclairs und Mohrenköpfe sowie für die Saint-Honoré-Torte. Da das Eiweiß aber nicht mitgekocht wird, handelt es sich dabei um ein Roheiprodukt, das wegen der Salmonellengefahr schnell verzehrt oder nur kurz gekühlt gelagert werden muss und besonderen lebensmittelhygienischen Vorschriften unterliegt.

## Varianten
- Frangipane-Creme: Vanillecreme mit Mandeln (Marzipan, Makronen, Amaretto)